# Soraia Chaves
Soraia Chaves (Paredes, Besteiros, 22 de Junho de 1982) é uma atriz e modelo portuguesa.

## Biografia
Em 1997, ganhou o concurso Elite Model Look Portugal com 15 anos, o que lhe possibilitou a entrada no mundo da moda tendo sido modelo durante 12 anos.
A sua estreia como atriz aconteceu com o papel da protagonista Amélia no filme O Crime do Padre Amaro. A sua interpretação neste filme, que foi um grande sucesso em Portugal, deu-lhe fama imediata e virou as atenções nacionais para a ex-modelo.
Em 2006 participa na série Aqui não Há Quem Viva da SIC. No mesmo ano, teve uma participação especial na telenovela Jura.
Venceu o Globo de Ouro de melhor actriz de cinema em 2007, pelo seu desempenho no filme Call Girl de António-Pedro Vasconcelos.
Após 2007, continuou a sua carreira de atriz no cinema e na televisão portugueses embora tenha vivido em Madrid durante três anos para estudar representação. Participa na mini-série Barcelona, Cidade Neutral, uma produção espanhola.
Em 2009 participa em A Vida Privada de Salazar, o que lhe valeu a distinção com o prémio de Actores de Cinema da Fundação GDA (Cooperativa de Gestão dos Direitos dos Artistas), juntamente com Virgílio Castelo.
Em 2010 volta a trabalhar com António-Pedro Vasconcelos no filme A Bela e o Paparazzo.
Em 2012 entra na série Perdidamente Florbela, baseada no filme de Vicente Alves do Ó, como mãe de Florbela Espanca, e no mesmo ano foi ao Festival de Veneza promover a co-produção portuguesa e francesa Linhas de Wellington, filme em que Raúl Ruíz trabalhava quando morreu, e que foi completado pela sua viúva Valeria Sarmento. Aceita também participar na novela Dancin' Days, resultado da parceria SIC/TV Globo e de um remake da telenovela da Globo dos anos 70, e que foi um grande sucesso de audiências.
Em 2015, Soraia Chaves aposta também nas dobragens, e dá voz a Scarlet, a vilã no filme Minions.
Em 2016, participa no filme brasileiro Vermelho Russo, que foi filmado na Rússia.

## Carreira

### Televisão
| Ano         | Projeto                   | Papel                               | Notas                      | Canal        |
| ----------- | ------------------------- | ----------------------------------- | -------------------------- | ------------ |
| 1998        | Médico de Família         | Manequim                            | Elenco Adicional           | SIC          |
| 2006 - 2008 | Aqui Não Há Quem Viva     | Sofia Reis                          | Elenco Principal           | SIC          |
| 2006        | Jura                      | Patrícia                            | Elenco Adicional           | SIC          |
| 2009        | A Vida Privada de Salazar | Maria Emília Vieira                 | Elenco Principal           | SIC          |
| 2010 - 2011 | Voo Direto                | Patrícia                            | Protagonista               | RTP1         |
| 2011        | Barcelona, Cidade Neutral | Madeleine                           | Elenco Adicional           | RTP1         |
| 2011        | Rosa Fogo                 | Joana Azevedo Mayer                 | Participação Especial      | SIC          |
| 2012        | Perdidamente Florbela     | Antónia Lobo                        | Elenco Adicional           | RTP1         |
| 2012 - 2013 | Dancin' Days              | Raquel Corte-Real                   | Antagonista                | SIC          |
| 2015 - 2016 | Poderosas                 | Amélia Henriques                    | Protagonista               | SIC          |
| 2016        | Mata Hari                 | Madame Pauline                      | Elenco Adicional           | Piervy Kanal |
| 2016        | Terapia                   | Laura Dias                          | Elenco Principal           | RTP1         |
| 2018 - 2019 | 3 Mulheres                | Natália Correia                     | Protagonista               | RTP1         |
| 2018 - 2019 | Alma e Coração            | Júlia Neto                          | Antagonista                | SIC          |
| 2019        | Um Desejo de Natal        | Isabel Costa                        | Co-Protagonista            | SIC          |
| 2020 - 2021 | A Generala                | Maria Luísa Paiva Monteiro (adulta) | Protagonista (OPTO)        | SIC          |
| 2021 - 2022 | A Serra                   | Rosalinda Roque Nunes               | Elenco Principal           | SIC          |
| 2021        | Crimes Submersos          | Tina                                | Elenco Principal           | RTP1         |
| 2022 - 2023 | Sangue Oculto             | Lídia Rocha                         | Elenco Principal           | SIC          |
| 2023        | Cavalos de Corrida        | Glória                              | Elenco Principal           | RTP1         |
| 2023        | Operação Maré Negra       | Daniela                             | Elenco Principal           | RTP1         |
| 2023        | Histórias da Montanha     | Mariana                             | Protagonista               | RTP1         |
| 2024        | Irreversível              | Leonor                              | Elenco Principal           | RTP1         |
| 2024 - 2025 | A Promessa                | Cátia Ferreira/ Olga Sousa          | Participação Especial (T1) | SIC          |
| 2024 - 2025 | A Promessa                | Cátia Ferreira/ Olga Sousa          | Antagonista (T2)           | SIC          |

### Cinema
| Ano  | Filme                        | Personagem     |
| ---- | ---------------------------- | -------------- |
| 2005 | O Crime do Padre Amaro       | Amélia         |
| 2007 | Call Girl                    | Maria          |
| 2008 | Arte de Roubar               | Prima          |
| 2009 | King Conqueror               | Zuleyma        |
| 2010 | A Bela e o Paparazzo         | Mariana        |
| 2011 | A divisão Social do Trabalho | Cleo           |
| 2012 | La Chambre Jaune             | Movie Star     |
| 2012 | Linhas de Wellington         | Martírio       |
| 2013 | A Gaiola Dourada             | L'actrice télé |
| 2013 | RPG                          | Sarah          |
| 2014 | Ponto Morto                  | Mulher         |
| 2015 | Amor Impossível              | Madalena       |
| 2016 | Vermelho Russo               |                |
| 2018 | Linhas de Sangue             | Glicínia       |

### Teatro[1]
| Ano  | Título                             | Teatro                          |
| ---- | ---------------------------------- | ------------------------------- |
| 2012 | Apenas Jardim                      | Teatro do Bairro                |
| 2014 | Cais Oeste de Bernard-Marie Koltès | Teatro Municipal Joaquim Benite |
| 2019 | A Disputa de Pierre de Marivaux    | Palácio Nacional de Queluz      |

### Video Clip
| Ano | Título | Banda |
| --- | ------ | ----- |
| ??? | UNLO   | ZEN   |

### Dobragens
| Ano  | Título  | Personagem |
| ---- | ------- | ---------- |
| 2015 | Minions | Scarlet    |